# Bombylius valdivianus
Bombylius valdivianus är en tvåvingeart som beskrevs av Camillo Rondani 1863. Bombylius valdivianus ingår i släktet Bombylius och familjen svävflugor. Inga underarter finns listade i Catalogue of Life.